# Chapelle Notre-Dame-du-Saint-Sacrement de Paris
La chapelle catholique  Notre-Dame-du-Saint-Sacrement est située 20 rue Cortambert dans le 16e arrondissement de Paris. Il s’agit de la maison-mère des sœurs Servantes du Très-Saint-Sacrement, congrégation fondée par Pierre-Julien Eymard.

## Historique
La chapelle et le couvent sont édifiés entre 1898 et 1900 par les architectes Alfred Coulomb et Louis Chauvet dans le style néo-gothique. Il est à l’époque prévu d’y réserver des appartements à la princesse Blanche d’Orléans, petite-fille du roi Louis-Philippe Ier, bienfaitrice de la congrégation.

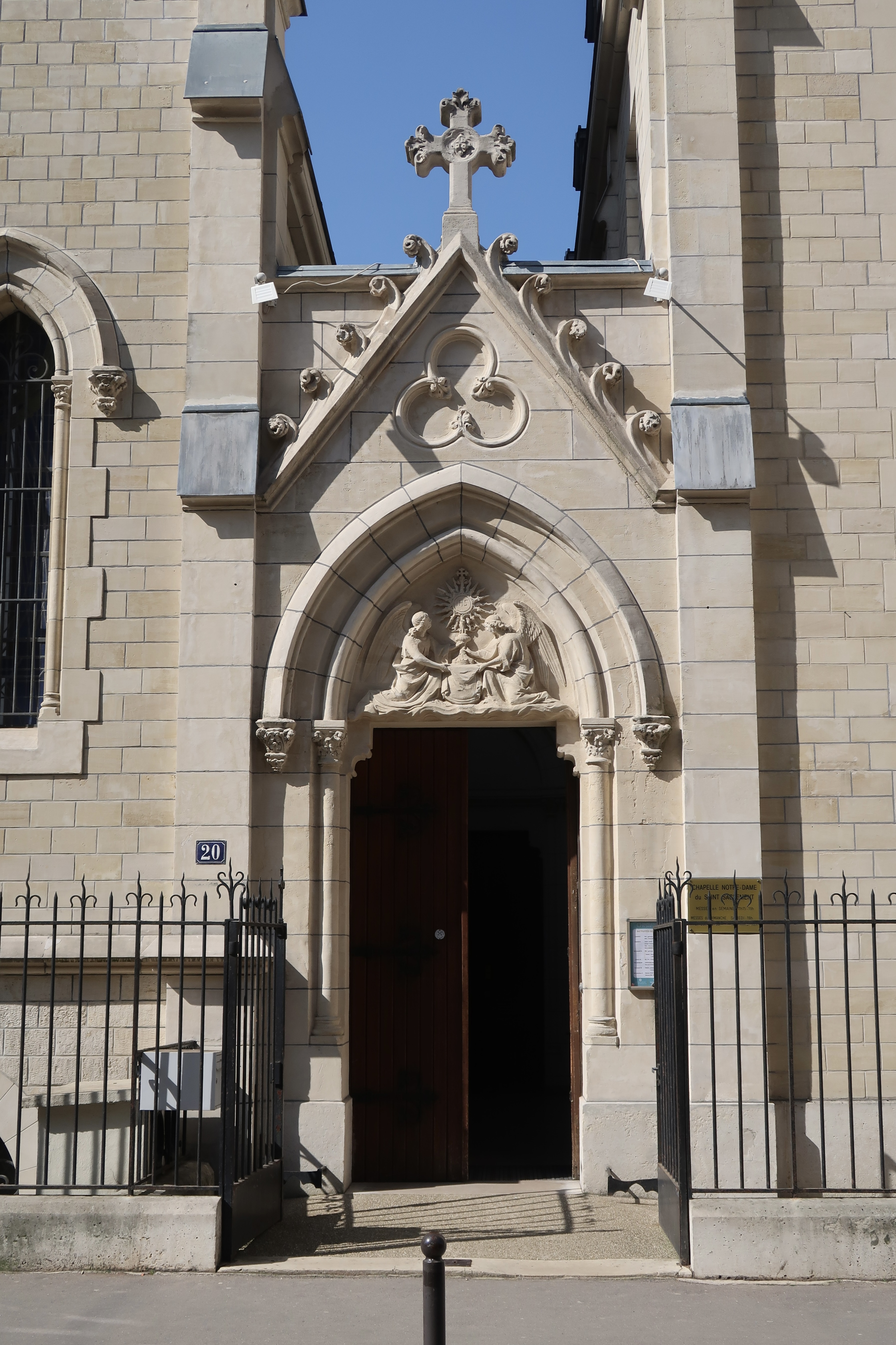
Entrée.
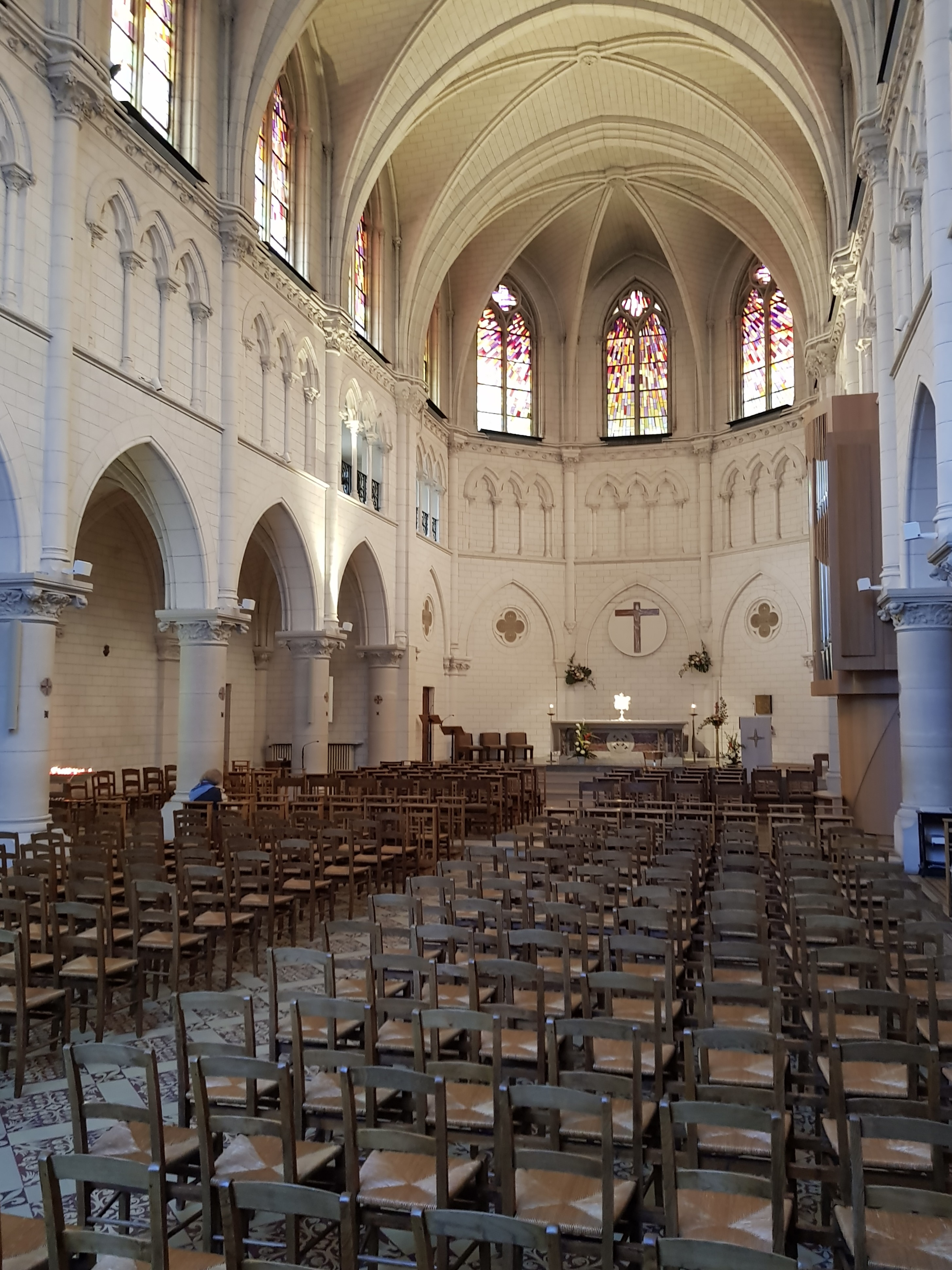
Intérieur de la chapelle.

La chapelle et le couvent sont bénis le 28 juin 1900 et placés sous le vocable de Notre-Dame du Saint-Sacrement. Les religieuses s’y installent le lendemain, le 29 juin.
Pendant la Première Guerre mondiale, une partie du couvent est transformée en hôpital militaire.
Le 12 septembre 1946, la chapelle est consacrée par l’archevêque de Paris, le cardinal Emmanuel Suhard.
L’intérieur de la chapelle est rénové vers 1967.
Durant l’été 2017, un orgue est installé dans la nef, à même le sol. 

### La conversion de Julien Green

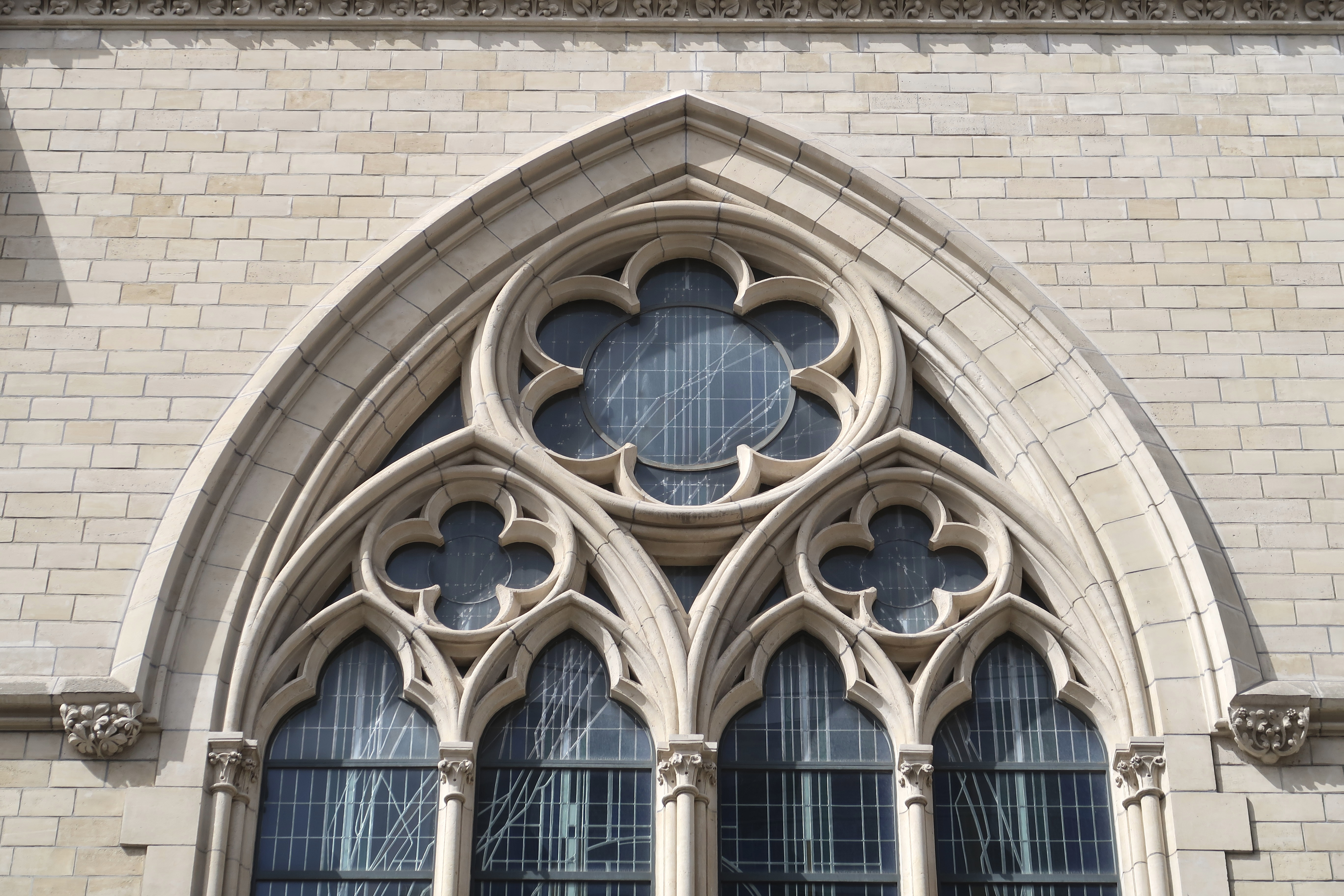
Détail de la façade.

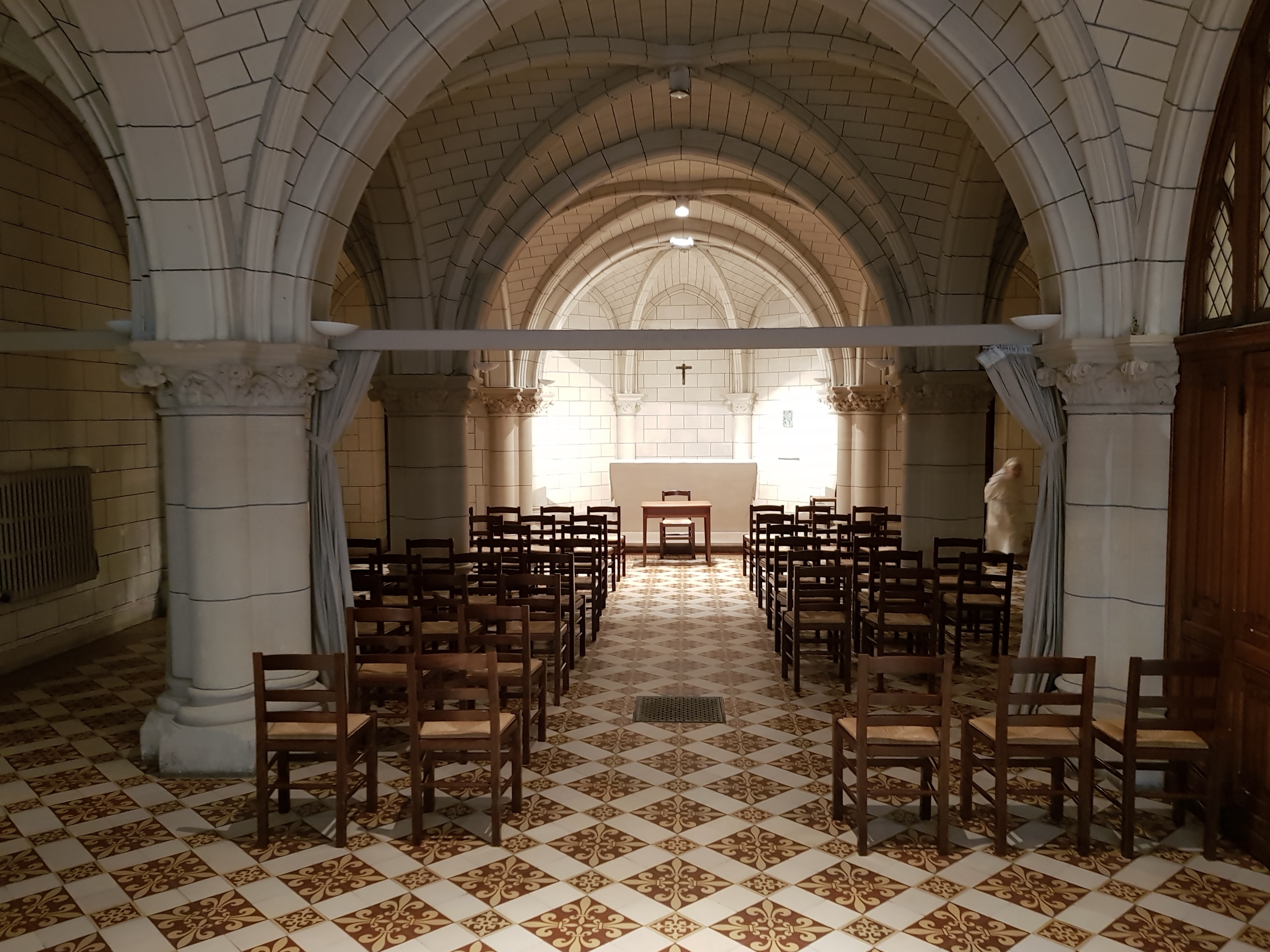
Crypte.

C'est dans la crypte de la chapelle que l'écrivain américain Julien Green abjure le protestantisme pour le catholicisme, en 1916, à l'âge de seize ans. 
Cet épisode majeur, dans la vie de l'écrivain se déroule le 21 avril 1916. Julien Green le rapporte ainsi : « La crypte de la chapelle des Sœurs blanches est basse et assez sombre, surtout du côté de l’autel qui se trouve appuyé contre le mur du fond. Ce fut devant cet autel, la main droite sur les Évangiles, que d’une voix éclatante, la voix des timides, je lus la confession de Pie V, abjurant Luther et toute hérésie, butant, comme il fallait s’y attendre, sur le mot transsubstantiation. Après quoi, le père Crété fit de son pouce mouillé d'eau bénite un signe de croix sur mon front en prononçant la formule du baptême ». Cinq ou six religieuses assistent à la cérémonie, ainsi que la sœur de l’écrivain, Anne Green, une amie de la famille, et une vieille dame, très pieuse, dont le fils vient d’être tué au front. La famille de Julien Green habite alors au 16 de la rue Cortambert, à quelques pas de la chapelle.